# Diploidi
Diploidi (af græsk dis = "to gange" + ploos = "fold") betegner den situation, hvor en organisme har det normale, dobbelte sæt kromosomer i hver kropscelle.
Menneskeceller, bortset fra sædceller og ægceller, er diploide, idet de indeholder 46 kromosomer der giver 23 kromosompar. 
Planter og visse dyr: Seksuel formering giver halvdelen af kromosomerne fra faderen og den anden halvdel fra moderen. Ved aseksuel formering vil de diploide celler være kloner af moderen. 